# Barão do Zambujal
Barão do Zambujal é um título nobiliárquico criado por D. João VI de Portugal, por Decreto de 27 de Janeiro de 1826, em favor de Jorge de Cabedo e Vasconcelos Sardinha da Cunha Castelo Branco e Couto, depois 1.º Visconde do Zambujal.
Titulares
1. Jorge de Cabedo e Vasconcelos Sardinha da Cunha Castelo Branco e Couto, 1.º Barão e 1.º Visconde do Zambujal.